# Eduard Augustin (Autor)
Eduard Augustin (* 1966) ist ein deutscher Autor.

## Leben
Eduard Augustin studierte Germanistik, Englisch und Russisch. Einem großen Publikum wurde er durch Ratgeberbücher bekannt wie „Ein Mann. Ein Buch“ und „Ein Paar. Ein Buch“, beides Bestseller, die er gemeinsam mit Philipp von Keisenberg und Christian Zaschke verfasste. 2012 erscheint das von ihm gemeinsam mit Matthias Edlinger verfasste Werk „Studieren. Eine Gebrauchsanweisung“. Eduard Augustin wurde mit dem „Eyes-and-Ears-Award“ und einem Preis des „Art Directors Club Germany“ ausgezeichnet. Der Autor lebt in München.

## Werke
- Fußball Unser (2005) (Süddeutsche Zeitung Edition)
- Das WM-Gästebuch (2006) (Süddeutsche Zeitung Edition)
- Fußball Unser – EM-Edition Österreich & Schweiz (2007) (Süddeutsche Zeitung Edition)
- Ein Mann. Ein Buch (2007) (Süddeutsche Zeitung Edition)
- Ein Paar. Ein Buch (2009) (Süddeutsche Zeitung Edition)
- Studieren. Eine Gebrauchsanweisung (2012) (Mosaik / Random House)
- Ein Mann. Ein Rost: Das Grillbuch (2013) (Mosaik / Random House)

## Hörbücher
- Fußball Unser – Das Hörbuch gelesen von Jan Josef Liefers & Günther Koch (2005 / Süddeutsche Zeitung Edition)
- Ein Mann. Ein Buch. Das Hörbuch gelesen von Hannes Jaenicke, Wladimir Kaminer & Jan Plewka (2009 / Random House Audio)
- Eine Frau. Ein Buch. Das Hörbuch (Als Herausgeber) gelesen von Esther Schweins, Ina Müller & Anette Frier (2009 / Random House Audio)
- Ein Paar. Ein Buch. Das Hörbuch gelesen von Dirk Bach, Hella von Sinnen, Christian Berkel, Andrea Sawatzki, Christine Urspruch und Mechthild Großmann (2010 / Random House Audio)
- Männerkram. Das Hörbuch – 6 CDS (2013 / Random House Audio)